# Ернані
Ернані (баск. Hernani, ісп. Hernani) — муніципалітет в Іспанії, у складі автономної спільноти Країна Басків, у провінції Гіпускоа. Населення — 19 289 осіб (2009).
Муніципалітет розташований на відстані близько 350 км на північний схід від Мадрида, 6 км на південь від Сан-Себастьяна.
На території муніципалітету розташовані такі населені пункти: (дані про населення за 2009 рік)
- Акеррегі: 466 осіб
- Есіаго: 0 осіб
- Епеле: 120 осіб
- Ереньйоцу: 405 осіб
- Ернані: 15981 особа
- Хаурегі: 401 особа
- Мартіндегі: 149 осіб
- Осіньяга: 215 осіб
- Пагоага: 51 особа
- Санта-Барбара: 784 особи
- Сікуньяга: 717 осіб

## Демографія
Динаміка населення (INE ):

## Галерея зображень

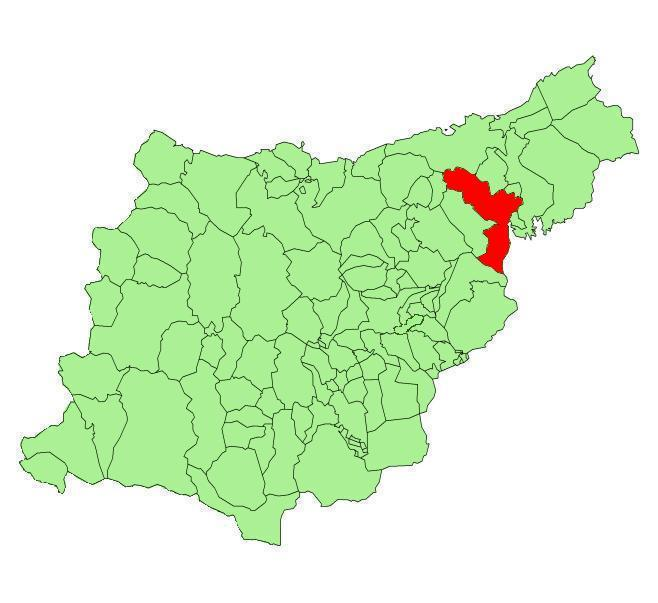
Розташування муніципалітету
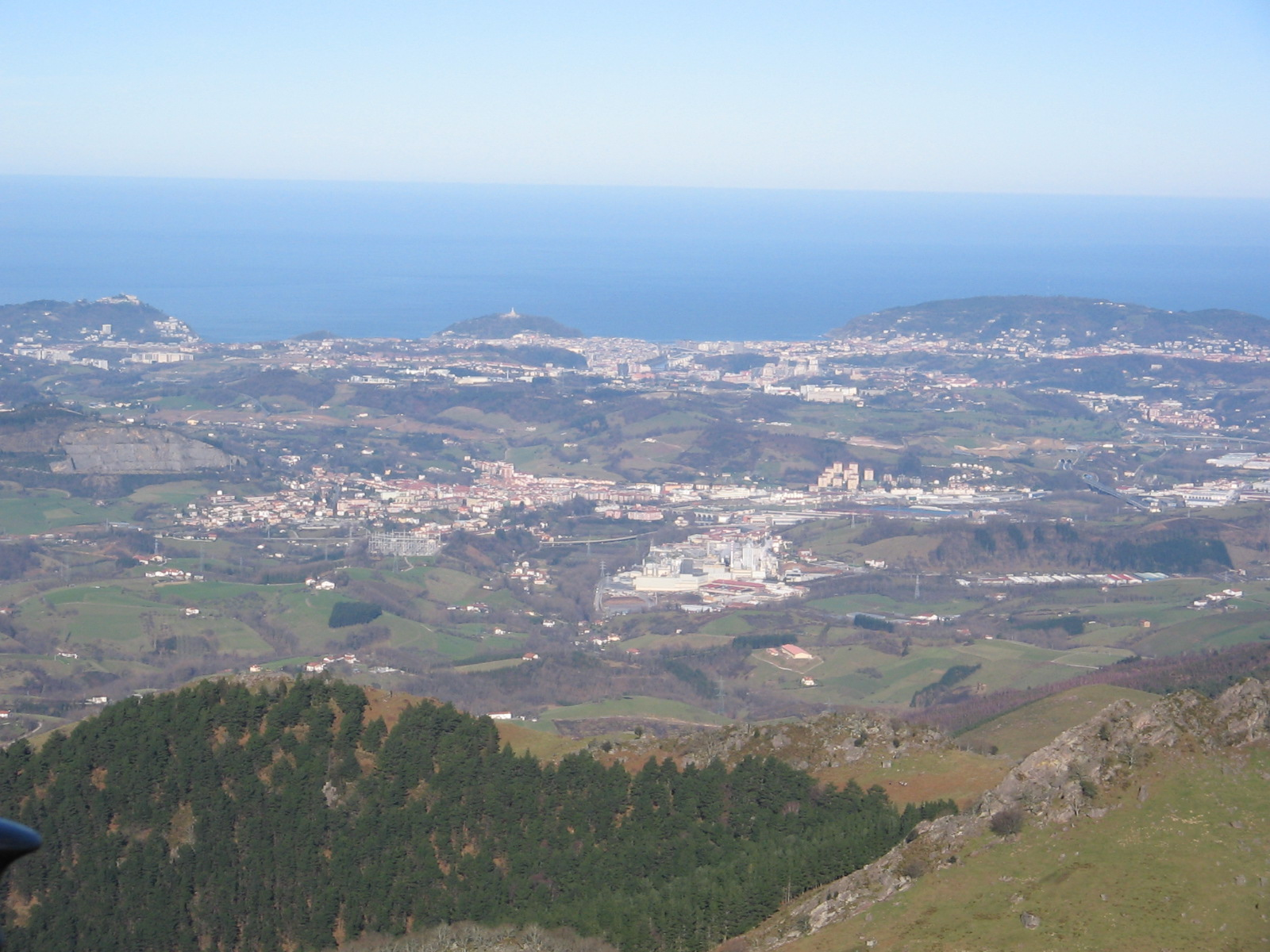
Ернані з гори Адарра
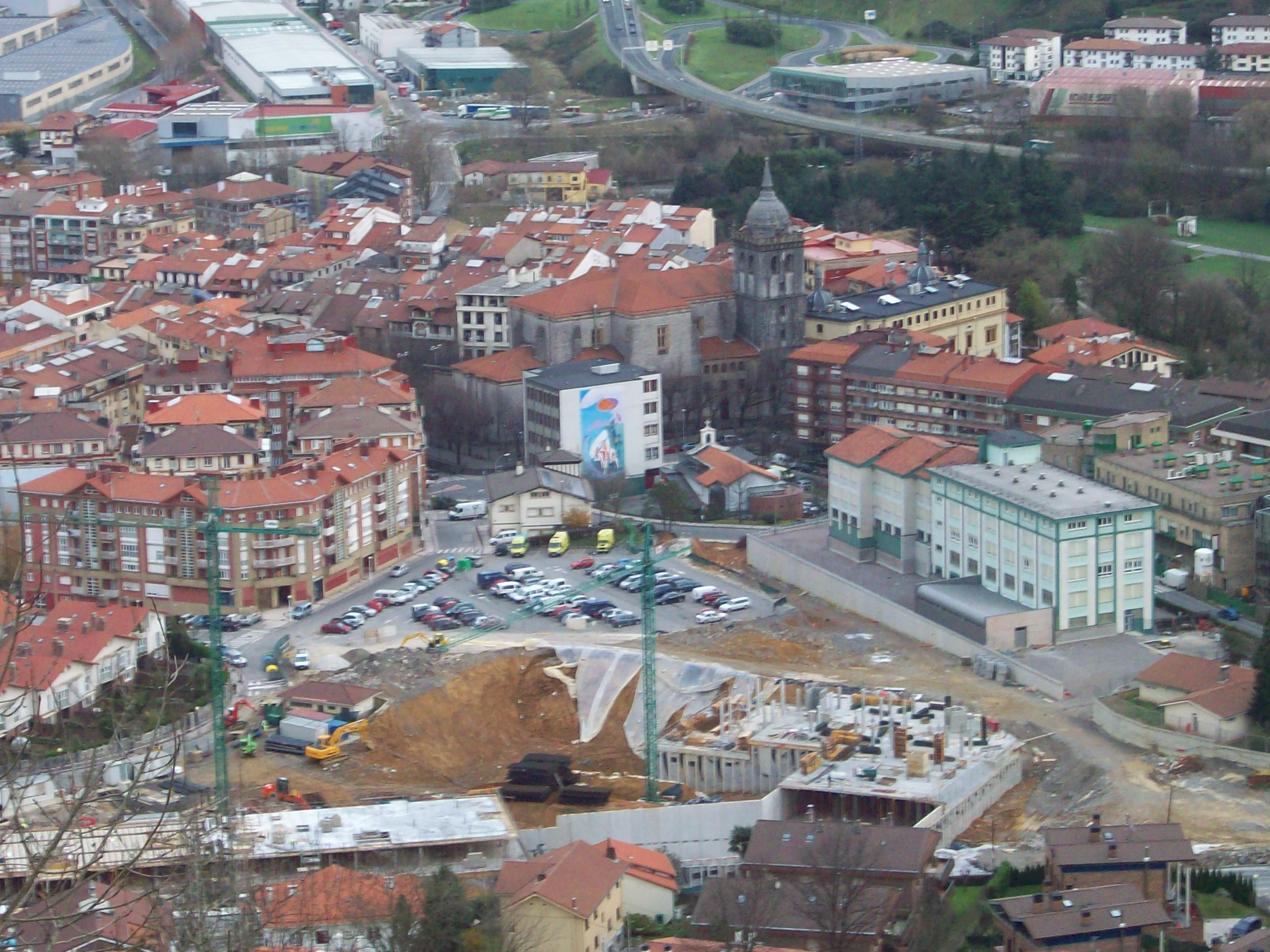
Центр Ернані